# Club Cobden
El Club Cobden (en  inglés Cobden Club) era una sociedad e imprenta editorial, con sede en Londres, dirigida según las líneas de un club de caballeros de la era victoriana, pero sin locales propios permanentes. Fundado en 1866 por Thomas Bayley Potter para los creyentes en la doctrina del libre comercio, recibió su nombre en honor de Richard Cobden, fallecido el año anterior. Potter fue secretario honorario del Club Cobden desde su fundación hasta su muerte en 1898.

## Descripción
Inusualmente para los clubes de la época, contaba con una sección editorial. Esta rama desempeñó un papel decisivo en la publicación de los discursos recopilados de Cobden en 1870, bajo la coedición de John Bright, uno de los primeros mecenas del club. Debido a su conexión con el libre comercio, atrajo principalmente a miembros del Liberales, pero con el desvanecimiento de los liberales como fuerza nacional y del libre comercio como causa popular, el club entró en decadencia en el siglo XX. La popularidad de la reforma de temperancia entre los socios también lo hizo poco atractivo para los posibles reclutas con el paso de los años.
En 1958, el Club Cobden, ya moribundo, pasó a manos del activista liberal clásico Oliver Smedley. Al igual que muchos otros clubes, atravesó importantes dificultades financieras a finales de los años setenta y cerró a finales de esa década.
No está relacionado con el Cobden Working Men's Club fundado en Kensal Town, Londres, en 1880 (aparte de que ambos llevan el nombre de la misma persona). Tampoco está relacionado con un posterior restaurante y bar privado del oeste de Londres con ese nombre fundado en 1996, que afirmaba ser un Cobden Club "refundado", pero que no tenía ninguna conexión con el antiguo club ni afiliación política, y posteriormente cerró.